# 曹江 (宜興縣知縣)
曹江，浙江山陰人，清朝政治人物。
1741年接替许逢元任奉贤县知县一职，1742年由刘泽接任。乾隆十二年，接替陳策。擔任江蘇宜興縣知縣以候補知州攝。后由馮兆吉接任。